# Чернолучье
Чернолу́чье — село в Омском районе Омской области, в составе Новотроицкого сельского поселения.
Основано в 1670 году.
Население — 258 чел. (2010)

## География
Село расположено на берегу реки Иртыш, в окружении лесов Чернолучинско-Красноярского реликтового соснового бора, примерно в 55 км от Омска. Является омским «лечебным уголком».
По автомобильным дорогам расстояние до областного центра города Омск составляет 50 км, до районного центра посёлка Ростовка — 66 км. Село Новотроицкое — административный центр сельского поселения расположено в 9,5 км к востоку от Чернолучья

## История
Русские посещали эту местность во время экспедиций на соляные Ямышевские озёра и военных походов в степь.
В 1670 году образована Чернолуцкая слобода Тарского воеводства, которая стала самым южным передовым пунктом в Сибири. Слобода прозвана по так называемой «Чёрной Луке» (кривизне реки Иртыш).

До того времени самым крайним укреплённым пунктом на Иртыше была слобода Чернолуцкая устроенная в 1670 году, почти в 50 верстах ниже впадения реки Оми в Иртыш.
— Ф. Н. Усов, Статистический отчёт Сибирского казачьего войска

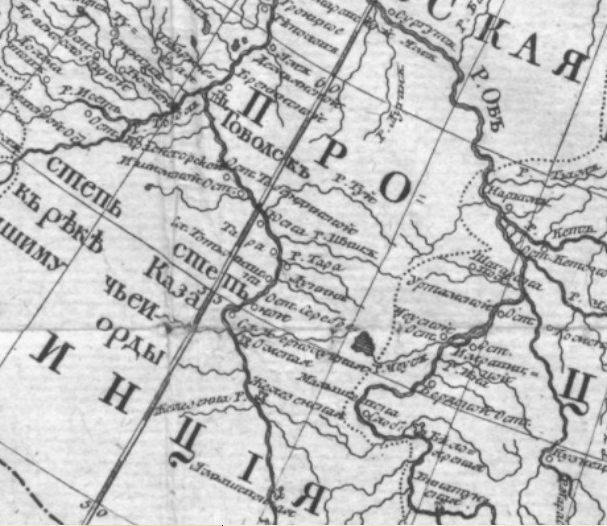
Слобода Чернолучинская на генеральной карте
Российской Империи. 1774

В 1719 году освящена Кресто-Воздвиженская церковь.
В 1745 году в село Чернолучье водворены пехотный и кавалерийский полки.
К 1749 году к слободе приписанными были крупные деревни Малетина, Красноярская, Бетеинская и другие.
В период царствования императрицы Елизаветы Петровны в Чернолучье размещён Ширванский мушкетёрский полк, созданный в 1724 году Петром I и имевший здесь штаб-квартиру, пороховой погреб и походную церковь. В 1808 году (по другим данным — в 1807 году) Ширванский мушкетёрский полк покинул свой лагерь, убыл в Россию и в Сибирь больше уже не возвращался. Полк участвовал в войнах на Кавказе, отличился при Бородине и европейских баталиях. Ширванский полк награждён четырьмя Георгиевскими знамёнами (1803, 1814, 1859, 1914)
В 1841 году в Чернолучье построена новая церковь во имя Воздвижения Креста и Святой Мученицы Параскевы. В 1884 году открыта первая школа.
До 1917 года входило в Кулачинскую волость Тюкалинского уезда Тобольской губернии, а позже в составе Калачинского уезда.
В 1920 году образован Чернолучинский сельский совет. В 1924 году из частных дач создан Чернолучинский дом отдыха.
В 1925 году становится центром Чернолучинского сельского совета Бородинского района Сибирского края.
В 1929 году началась коллективизация, образован колхоз «Чернолучинский».
В 1939 году колхозники колхоза «Чернолучинский» приняли участие во Всесоюзной сельскохозяйственной выставке в Москве. В 1950 году колхоз «Чернолучинский» был объединён с колхозом имени К. Маркса, а деревня Чернолучье подчинена Новотроицкому сельскому совету.

## Население
Динамика численности населения по годам:
| 1926 |
| ---- |
| 795  |

| 2006 | 2010 |
| ---- | ---- |
| 241  | ↗258 |